# Pedicularis strobilacea
Pedicularis strobilacea är en snyltrotsväxtart som beskrevs av Adrien René Franchet. Pedicularis strobilacea ingår i släktet spiror, och familjen snyltrotsväxter. Inga underarter finns listade i Catalogue of Life.